# Ана Тасић
Ана Тасић (Београд, 1978) српски је театролог и позоришни критичар.
Од јула 2005. године стални је позоришни критичар дневног листа „Политика”.

## Биографија
Завршила је основне студије на Факултету драмских уметности у Београду 2002. године (одсек за позоришну и радио продукцију). 2008. године је магистрирала у области театрологије, са темом Третман тела/телесности у новој бруталистичкој драми и позоришту, такође на Факултету драмских уметности у Београду (код ментора проф. др Александре Јовићевић). Магистарски рад је објављен у издању Института за позориште, филм, радио и телевизију (2009), под насловом Отворене ране (тело у необруталистичкој драми и позоришту).
Одбранила је докторску дисертацију Утицај и употреба електронских медија у постдрамском позоришту септембра 2012. године, такође на Факултету драмских уметности у Београду (ментор проф. др Александра Јовићевић, Факултет драмских уметности у Београду).
Предмет истраживања у том раду су медији у постдрамском позоришту које промененом своје структуре покушава да одговори на технолошке изазове времена и нарастајући утицај нових медија. Полазна претпоставка је да је са ширењем утицаја електронских и дигиталних медија у савременом друштву - посткапиталистичком, постиндустријском, потрошачком, друштву високе технологије - позориште, оно које жели да иде у корак са временом и да на релевантан и подстицајан начин тумачи дух времена, подлеже структуралној промени. Непосредност и актуелност постају дефинишуће карактеристике постдрамског позоришта, а његова шанса и изазов није имитација медијске естетике, већ потрага за новим језиком, рефлексијом, изгубљеним реалним. Постдрамски аутори који употребљавају нове технологије полазе од чињенице да је публика, одрасла на конзумирању електронских и дигиталних медија, научила да се сналази са минимумом континуитета и јединства, тако да се у постдрамском позоришту актери крећу између различитих нивоа реалности, у расцепаним фрагментима радње. Различитом употребом медија, постдрамски аутори рефлектују, деконструишу, анализирају услове гледања и слушања у медијском друштву, користе позоришну непосредност да испитају аспекте опажања у околностима хипермедијатизованости. При томе долази до брисања границе између виртуалног и реалног, опажање се релативизује и имплицитно проглашава сумњивим. Постдрамски аутори амбивалентно, са циничном радошћу, прихватају Бодријарово уверење да глобално друштво није више у драми алијенације, већ у екстази комуникације.
Главни примери, постдрамске представе које су у раду детаљно анализиране су: Очарана Емануела Тима Ечелса, Аеродромски клинци Штефана Кегија, Музеј фраза Хајнера Гебелса, Разбојници Николаса Штемана, Пабло у Плусфилијали Ренеа Полеша, „Big in Bombay” Констанце Макрас, Логор групе Хотел Модерн, Пратер Сага 3 и Собна послуга групе „Gob Squad” и Сардинија Андраша Урбана.
Током основних студија је радила као новинар, водитељ и музички сарадник на радио-станицама „202” и „City”, у Народном позоришту у Београду као организатор на пројектима, затим као сарадник на пројектима Института за позориште, филм, радио и телевизију на Факултету драмских уметности, учествовала на интернационалним конференцијама из области театрологије и менаџмента у култури (Београд, Нови Сад, Москва, Абериствит, Кембриџ, Лондон).
Након завршетка основних студија пише о позоришту за новине „Лудус”, часописе „Театрон” и „Сцена”, као и филмске критике за „Blicnews”, филмску редакцију РТС-а и „Филмски центар Србије”.
Била је у жирију IV Интернационалног позоришног фестивала TIBA у Београду (2006), председник стручног жирија за доделу годишњих награда позоришта „Душко Радовић” (2006), члан жирија „Политике” на 40., 41., 42. и 43. БИТЕФ-у (2006—2009), који додељује награду за најбољу режију, члан жирија критике на XII Фестивалу кореографских минијатура (2008), председник жирија за доделу глумачке награда Раша Плаовић (2009), члан жирија на интернационалном фестивалу INFANT (2010), председница жирија Фестивала професионалних војвођанских позоришта (2010) итд. Била је модератор и/или учесник бројних интернационалних трибина, радионица, симпозијума и конференција из области театрологије. Ишла је на бројна студијска путовања, у Лондон, Единбург, Абериствит, Беч, Праг, Москву итд. Учествовала је у радионицама за позоришне критичаре, одржане у Лондону, јануара 2011. и у Прагу, јуна 2011. године, у склопу пројекта „SPACE” (Supporting Performing Arts Circulation in Europe).
Од октобра 2005. до октобра 2011. године је радила као сарадник у настави на Факултету драмских уметности у Београду, на предмету Историја светске драме и позоришта.
Тасић је сарадник и почасни члан Урбаног књижевног круга (Канада).
Од јуна 2008. године је, као докторанд, стипендиста Министарства науке Републике Србије и истраживач на пројектима „Уметност и медији у функцији европских интеграција” и „Идентитет и сећање: транскултурални текстови драмских уметности и медија (Србија 1989-2015)”.
Од октобра 2008. године је члан редакције позоришних новина „Лудус”.